# Kerasiá (Magnésie)
Kerasiá, en grec moderne : Κερασιά, est un village du dème de Rígas Feréos, district régional de Magnésie, en Thessalie, Grèce.
Selon le recensement de 2011, la population du village s'élève à 280 habitants.